# Орсони, Джорджо
Джорджо Орсони (итал. Giorgio Orsoni; род. 29 августа 1946, Венеция) — итальянский государственный и политический деятель. С 2010 по 2014 год занимал должность мэра Венеции.

## Биография
С 1972 года работал юристом, являлся профессором административного права в Университете Ка-Фоскари в Венеции. Также был председателем Коллегии адвокатов Венеции и президентом Союза советов Ордена Тривенета. С 1997 по 2003 год был председателем инженерной компании SAVE Engineering SpA в аэропорту Марко Поло в Венеции. С 2000 по 2003 год также был директором Венецианской биеннале.
На выборах 2010 года был избран мэром Венеции во главе левоцентристской коалиции, в первом туре одержал победу над министром Ренато Брунеттом, кандидатом от правоцентристов. По данным The Times, Ренато Брунетта имел больше шансов победить на выборах.
4 июня 2014 года Джорджо Орсони был помещен под домашний арест по обвинению в нарушении закона о финансировании партий, а также в финансовых нарушениях, связанных со строительством дамбы. После  признания вины ему было разрешено выйти из-под домашнего ареста.
13 июня 2014 года подал в отставку с должности мэра Венеции, вместе с ним по делу о финансовых махинациях проходило ещё 34 венецианских политиков и предпринимателей.